# Vyjayanthimala
Vyjayanthimala Raman, nota solo come Vyjayanthimala (Chennai, 13 agosto 1936), è un'attrice indiana.
È o è stata attiva anche come danzatrice, cantante, coreografa e politica. La sua attività di recitazione si è concentrata tra il 1949 ed il 1968.

## Filmografia parziale
- Vaazhkai, regia di A. V. Meiyappan (1949)
- Jeevitham, regia di M. V. Raman (1950)
- Bahar, regia di M. V. Raman (1951)
- Ladki, regia di M. V. Raman (1953)
- Nagin, regia di Nandlal Jaswantlal (1954)
- Devdas, regia di Bimal Roy (1955)
- New Delhi, regia di Mohan Segal (1956)
- Naya Daur, regia di B. R. Chopra (1957)
- Aasha, regia di M. V. Raman (1957)
- Sadhna, regia di B. R. Chopra (1958)
- Madhumati, regia di Bimal Roy (1958)
- Vanji Kottai Valipan, regia di S. S. Vasan (1958)
- Gunga Jumna, regia di Nitin Bose (1961)
- Sangam, regia di Raj Kapoor (1964)
- Amrapali, regia di Lekh Tandon (1966)
- Suraj, regia di T. Prakash Rao (1966)
- Jewel Thief, regia di Vijay Anand (1967)
- Sunghursh, regia di Harnam Singh Rawail (1968)
- Prince, regia di Lekh Tandon (1969)

## Premi
- Apsara Film & Television Producers Guild Awards
  - 2012: "Special Award"
- Akkineni International Foundation Award
  - 2008: "ANR National Award"
- Bengal Film Journalists' Association Award
  - 1961: "Best Hindi Actress" (Gunga Jumna)
  - 1968: "Best Hindi Actress" (Sunghursh)
- Bollywood Movie Awards
  - 2005: "Lifetime Achievement Award"
- FICCI Living Legend
  - 2006: "FICCI Living Legend"
- Filmfare Awards
  - 1956: "Best Supporting Actress Award" (Devdas)
  - 1958: "Best Actress Award" (Sadhna)
  - 1961: "Best Actress Award" (Gunga Jumna)
  - 1964: "Best Actress Award" (Sangam)
  - 1996: "Lifetime Achievement Award"
- British Asian Film Festival
  - 1998: "Lifetime Achievement"
- Pune International Film Festival
  - 2006: "Lifetime Achievement"
- Bangalore International Film Festival
  - 2012: "Lifetime Achievement"
- Kalakar Awards
  - 2002: "Lifetime Achievement Award"
- Stardust Awards
  - 2013: "Pride of Film Industry Award"
- Tamil Nadu State Film Award
  - 2001: "Thyagaraja Bhagavathar Award"